# Repel
Repel est une commune française située dans le département des Vosges en région Grand Est.

## Géographie

### Localisation
Repel est un petit village rural de l'Ouest vosgien, à une quinzaine de kilomètres de Mirecourt et de Châtenois, aux confins occidentaux du Xaintois. Très proche de Saint-Prancher, il est aussi limitrophe du département de Meurthe-et-Moselle : Aboncourt est à 1,5 km au nord.

### Géologie et relief
Les champs, bordés de routes ou de chemins, entourent l'agglomération. La commune s'élève légèrement vers l'est, où le Haut de France abrite le bois de la Quoquiotte.
Le ruisseau de Bicène traverse la commune puis se dirige vers Dommartin pour se jeter dans la Vraine.

### Hydrographie et les eaux souterraines
Hydrogéologie et climatologie : Système d’information pour la gestion des eaux souterraines du bassin Rhin-Meuse :
Territoire communal : Occupation du sol (Corinne Land Cover); Cours d'eau (BD Carthage),
Géologie : Carte géologique; Coupes géologiques et techniques,
 Hydrogéologie : Masses d'eau souterraine; BD Lisa; Cartes piézométriques.

#### Réseau hydrographique
La commune est située dans le bassin versant de la Meuse au sein du bassin Rhin-Meuse. Elle est drainée par le ruisseau de Biecene,.

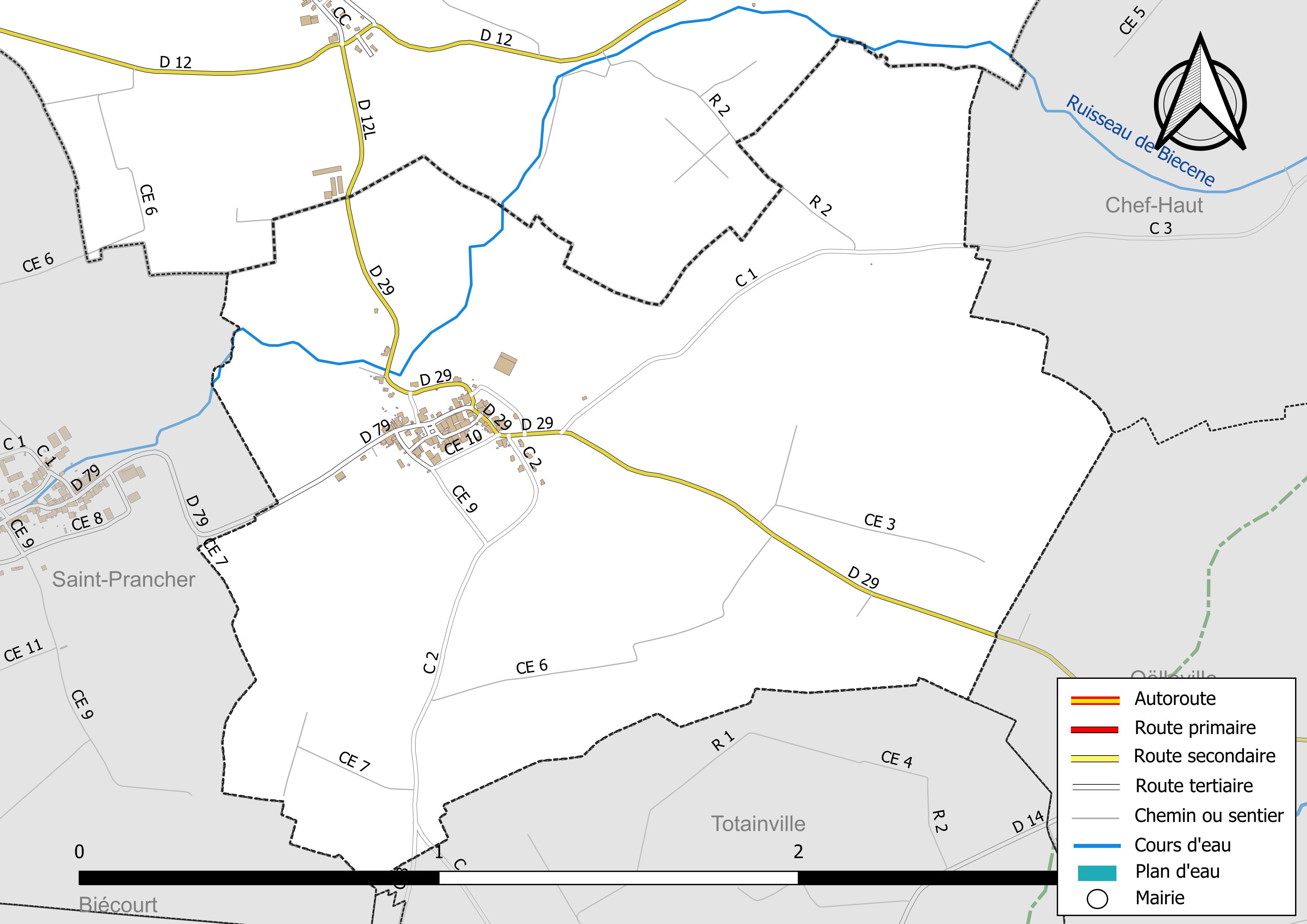
Réseaux hydrographique et routier de Repel.

#### Gestion et qualité des eaux
Le territoire communal est couvert par le schéma d'aménagement et de gestion des eaux (SAGE) « Nappe des Grès du Trias Inférieur ». Ce document de planification, dont le territoire comprend le périmètre de la zone de répartition des eaux de la nappe des Grès du trias inférieur (GTI), d'une superficie de 1 497 km2,  est en cours d'élaboration. L’objectif poursuivi est de stabiliser les niveaux piézométriques de la nappe des GTI et atteindre l'équilibre entre les prélèvements et la capacité de recharge de la nappe. Il doit être cohérent avec les objectifs de qualité définis dans les SDAGE Rhin-Meuse et Rhône-Méditerranée. La structure porteuse de l'élaboration et de la mise en œuvre est le conseil départemental des Vosges.
La qualité des eaux de baignade et des cours d’eau peut être consultée sur un site dédié géré par les agences de l’eau et l’Agence française pour la biodiversité. 

### Climat
Pour des articles plus généraux, voir Climat du Grand Est et Climat des Vosges.
En 2010, le climat de la commune est de type climat des marges montargnardes, selon une étude du Centre national de la recherche scientifique s'appuyant sur une série de données couvrant la période 1971-2000. En 2020, Météo-France publie une typologie des climats de la France métropolitaine dans laquelle la commune est exposée à un climat océanique altéré et est dans la région climatique  Lorraine, plateau de Langres, Morvan, caractérisée par un hiver rude (1,5 °C), des vents modérés et des brouillards fréquents en automne et hiver. 
Pour la période 1971-2000, la température annuelle moyenne est de 9,4 °C, avec une amplitude thermique annuelle de 16,9 °C. Le cumul annuel moyen de précipitations est de 969 mm, avec 12,4 jours de précipitations en janvier et 9,6 jours en juillet. Pour la période 1991-2020, la température moyenne annuelle observée sur la station météorologique de Météo-France la plus proche, « Mirecourt-inra », sur la commune de Mirecourt à 13 km à vol d'oiseau, est de 10,4 °C et le cumul annuel moyen de précipitations est de 824,3 mm. 
La température maximale relevée sur cette station est de 39,5 °C, atteinte le 25 juillet 2019 ; la température minimale est de −19,5 °C, atteinte le 20 décembre 2009,,. 
Les paramètres climatiques de la commune ont été estimés pour le milieu du siècle (2041-2070) selon différents scénarios d'émission de gaz à effet de serre à partir des nouvelles projections climatiques de référence DRIAS-2020. Ils sont consultables sur un site dédié publié par Météo-France en novembre 2022.

## Urbanisme

### Typologie
Au 1er janvier 2024, Repel est catégorisée commune rurale à habitat dispersé, selon la nouvelle grille communale de densité à sept niveaux définie par l'Insee en 2022.
Elle est située hors unité urbaine. Par ailleurs la commune fait partie de l'aire d'attraction de Mirecourt, dont elle est une commune de la couronne,. Cette aire, qui regroupe 33 communes, est catégorisée dans les aires de moins de 50 000 habitants,.

### Occupation des sols
L'occupation des sols de la commune, telle qu'elle ressort de la base de données européenne d’occupation biophysique des sols Corine Land Cover (CLC), est marquée par l'importance des territoires agricoles (86 % en 2018), une proportion identique à celle de 1990 (86 %). La répartition détaillée en 2018 est la suivante : 
prairies (63,7 %), forêts (14 %), terres arables (13,5 %), zones agricoles hétérogènes (8,7 %). L'évolution de l’occupation des sols de la commune et de ses infrastructures peut être observée sur les différentes représentations cartographiques du territoire : la carte de Cassini (XVIIIe siècle), la carte d'état-major (1820-1866) et les cartes ou photos aériennes de l'IGN pour la période actuelle (1950 à aujourd'hui).

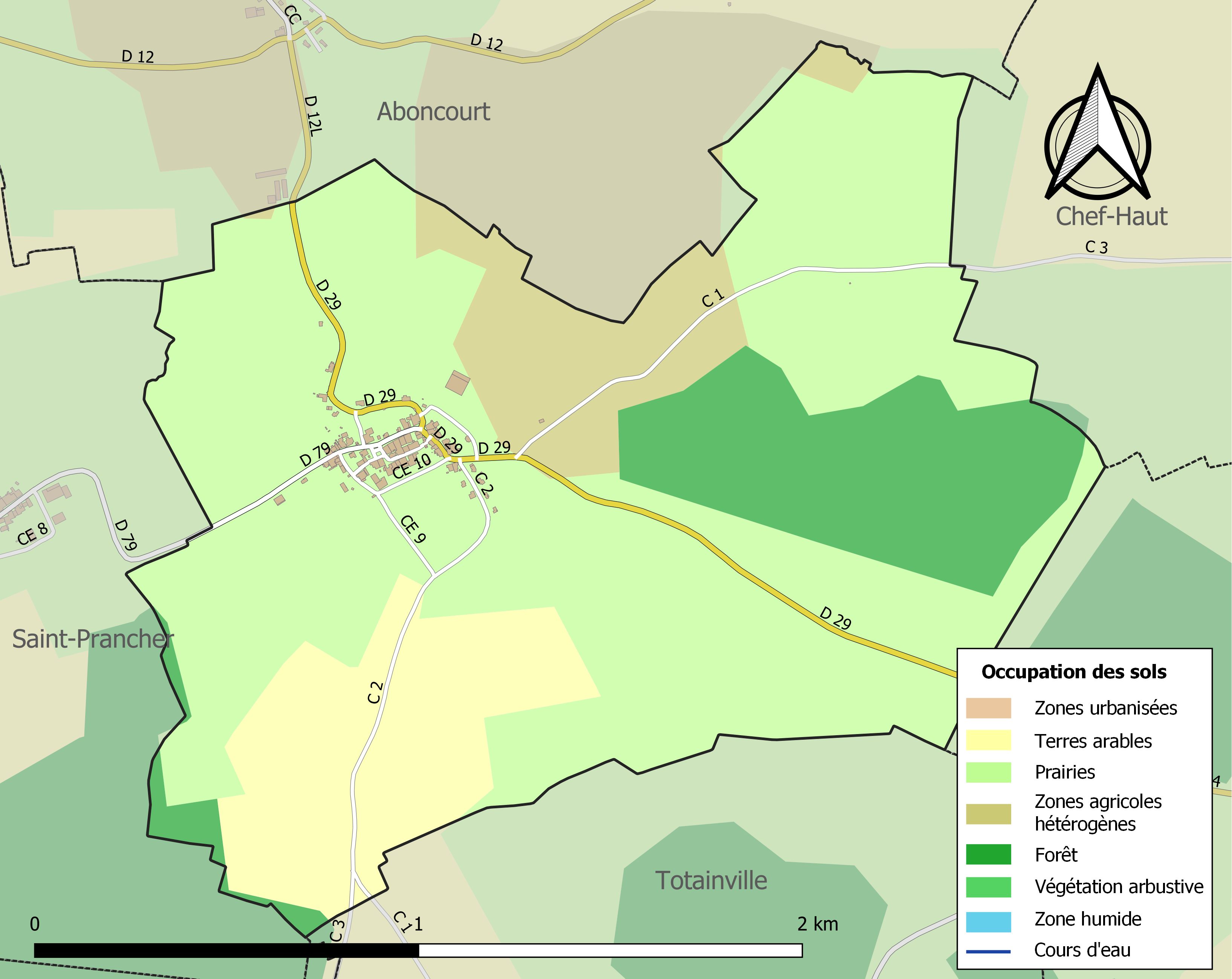
Carte des infrastructures et de l'occupation des sols de la commune en 2018 (CLC).

### Voies de communications et transports

#### Voies routières
- A31 (aussi appelée autoroute de Lorraine-Bourgogne). Échangeurs Châtenois, Bulgnéville, Colombey-les-Belles.

#### Transports en commun
- Fluo Grand Est.

#### Lignes SNCF
- Gare de Vittel

#### Transports aériens
- L'Aéroport d'Épinal-Mirecourt « Vosges Aéroport ».

À partir de l'été 2021, l’aéroport d’Épinal-Mirecourt est devenu le "pélicandrome" de la Zone Est et servira ainsi de base de ravitaillement et d’intervention pour les avions bombardiers d’eau connus sous le nom de Dash 8.

## Toponymie
Ruspe juxta Aboncourt (XIe siècle) ; Alodium Respe (1147) ; Repeis (1309) ; Rappel (1504) ; Reppel (1594) ; Repey (1656) ; Reppey (xviie siècle) ; Rappey ou Rappel (1751) ; Rapey ou Repel (1753) ; Repel (1779)[réf. nécessaire].

## Histoire
Sous l’Ancien Régime, la commune de Repel appartenait au bailliage de Mirecourt. Au début du XVIIIe siècle, la seigneurie de Repel appartenait au marquis de Lenoncourt, au comte d’Haussonville et au commandeur de Xugney.
Au spirituel, Repel dépendait de la paroisse de Saint-Prancher dont le patronage ressortissait
au chapitre de Remiremont. Les dîmes de Repel étaient ainsi partagées : 1/6e de la grosse dîme et la moitié de la menue dîme au curé, 1/6e au curé d’Aboncourt, 1/3 au chapitre de Toul, 1/3 sans menue dîme au chapitre de Remiremont.
De 1790 à l’an IX, Repel faisait partie du canton de Rouvres-en-Xaintois, canton inclus ensuite dans celui de Mirecourt.
Il n’existe pas d’église à Repel mais il existait une chapelle dédiée à saint Gérard.
La mairie et l’école ont été bâties en 1836.

## Politique et administration

### Découpage territorial
Par arrêté préfectoral du 15 septembre 2023, la commune est retirée le 1er janvier 2024 de l'arrondissement d'Épinal et rattachée à l'arrondissement de Neufchâteau.

### Liste des maires
| Période                                  | Période    | Identité                    | Étiquette | Qualité     |
| ---------------------------------------- | ---------- | --------------------------- | --------- | ----------- |
| Les données manquantes sont à compléter. |            |                             |           |             |
| mars 1983                                | avril 2014 | Bernard Thierry (1935-2016) | DVD       | Agriculteur |
| avril 2014                               | En cours   | Denny Perrin                |           | Artisan BTP |

### Budget et fiscalité 2023
En 2023, le budget de la commune était constitué ainsi :
- total des produits de fonctionnement : 69 000 €, soit 850 € par habitant ;
- total des charges de fonctionnement : 74 000 €, soit 910 € par habitant ;
- total des ressources d'investissement : 18 000 €, soit 228 € par habitant ;
- total des emplois d'investissement : 39 000 €, soit 480 € par habitant ;
- endettement : 49 000 €, soit 610 € par habitant.

Avec les taux de fiscalité suivants :
- taxe d'habitation : 10,69 % ;
- taxe foncière sur les propriétés bâties : 33,32 % ;
- taxe foncière sur les propriétés non bâties : 13,52 % ;
- taxe additionnelle à la taxe foncière sur les propriétés non bâties : 0,00 % ;
- cotisation foncière des entreprises : 0,00 %.

Chiffres clés Revenus et pauvreté des ménages en 2021 : médiane en 2021 du revenu disponible, par unité de consommation.

## Économie

### Entreprises et commerces

#### Commerces
- Commerces et services de proximité[20].

## Population et société

### Démographie

#### Évolution démographique
L'évolution du nombre d'habitants est connue à travers les recensements de la population effectués dans la commune depuis 1793. Pour les communes de moins de 10 000 habitants, une enquête de recensement portant sur toute la population est réalisée tous les cinq ans, les populations de référence des années intermédiaires étant quant à elles estimées par interpolation ou extrapolation. Pour la commune, le premier recensement exhaustif entrant dans le cadre du nouveau dispositif a été réalisé en 2008.

En 2022, la commune comptait 82 habitants, en évolution de −4,65 % par rapport à 2016 (Vosges : −2,96 %, France hors Mayotte : +2,11 %).
| 1793 | 1800 | 1806 | 1821 | 1831 | 1836 | 1841 | 1846 | 1856 |
| ---- | ---- | ---- | ---- | ---- | ---- | ---- | ---- | ---- |
| 175  | 168  | 201  | 213  | 227  | 244  | 248  | 255  | 202  |

| 1861 | 1866 | 1876 | 1881 | 1886 | 1891 | 1896 | 1901 | 1906 |
| ---- | ---- | ---- | ---- | ---- | ---- | ---- | ---- | ---- |
| 198  | 200  | 195  | 186  | 182  | 170  | 166  | 160  | 155  |

| 1911 | 1921 | 1926 | 1931 | 1936 | 1946 | 1954 | 1962 | 1968 |
| ---- | ---- | ---- | ---- | ---- | ---- | ---- | ---- | ---- |
| 151  | 125  | 117  | 117  | 121  | 115  | 102  | 109  | 111  |

| 1975 | 1982 | 1990 | 1999 | 2006 | 2008 | 2013 | 2018 | 2022 |
| ---- | ---- | ---- | ---- | ---- | ---- | ---- | ---- | ---- |
| 112  | 94   | 79   | 67   | 63   | 62   | 83   | 82   | 82   |

### Enseignement
Établissements d'enseignements :
- Écoles maternelles et primaires à Oëlleville, Gironcourt-sur-Vraine, Rouvres-en-Xaintois, Pleuvezain, Baudricourt.
- Collèges à Châtenois, Mirecourt, Mandres-sur-Vair, Vittel, Vézelise.
- Lycées à Mirecourt, Mandres-sur-Vair, Contrexéville, Neufchâteau.

### Santé
Professionnels et établissements de santé :
- Médecins à Vicherey, Gironcourt-sur-Vraine, Châtenois, Diarville, Mirecourt, Mattaincourt.
- Pharmacies à Vicherey, Gironcourt-sur-Vraine, Châtenois, Diarville, Mirecourt, Mattaincourt.
- Hôpitaux à Mirecourt, Mattaincourt, Vittel, Neufchâteau, Charmes, Ville-sur-Illon.

### Cultes
- Culte catholique, Paroisse saint-Pierre-Fourier[27], Diocèse de Saint-Dié.

## Culture locale et patrimoine

### Lieux et monuments

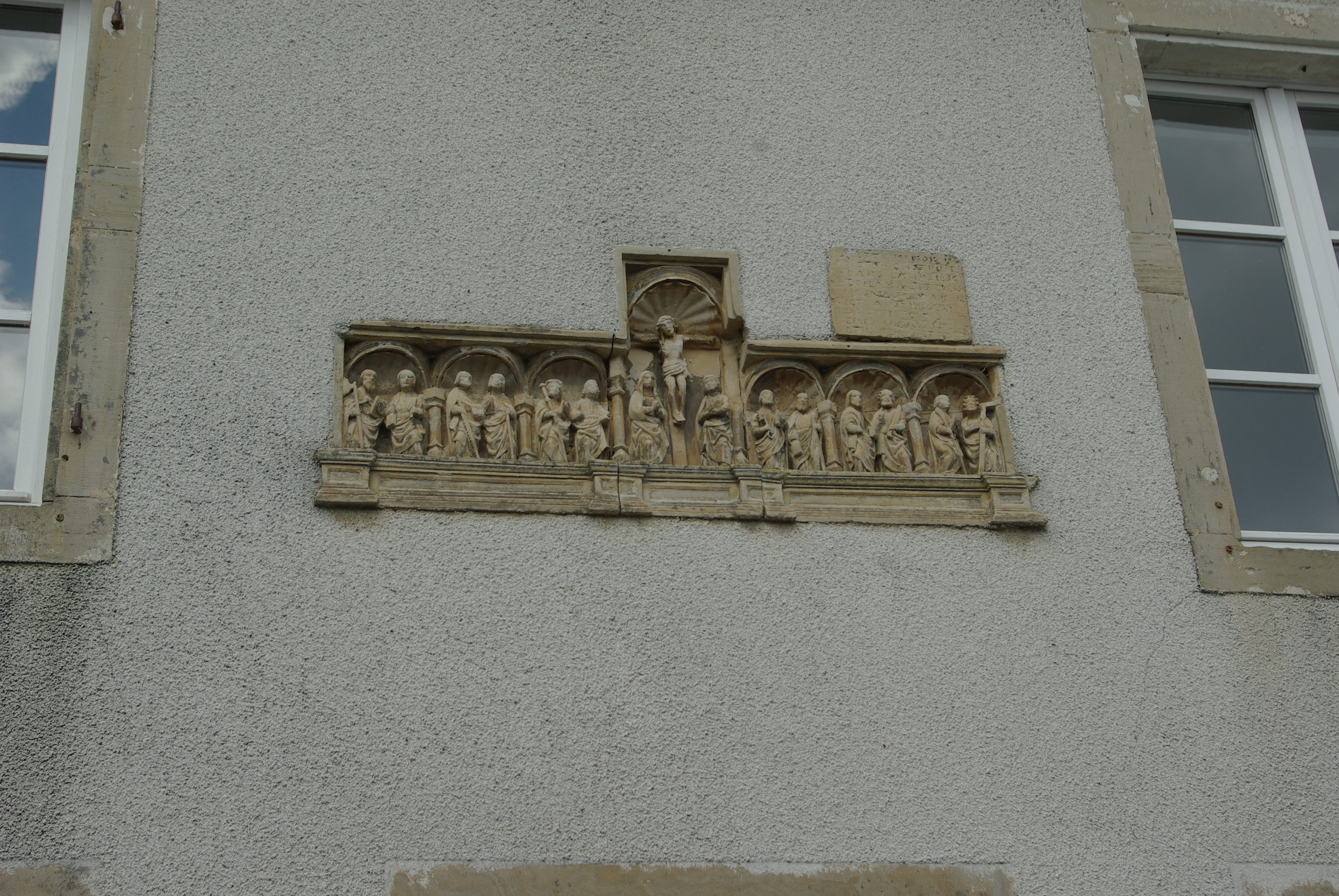
Détail des douze apôtres.
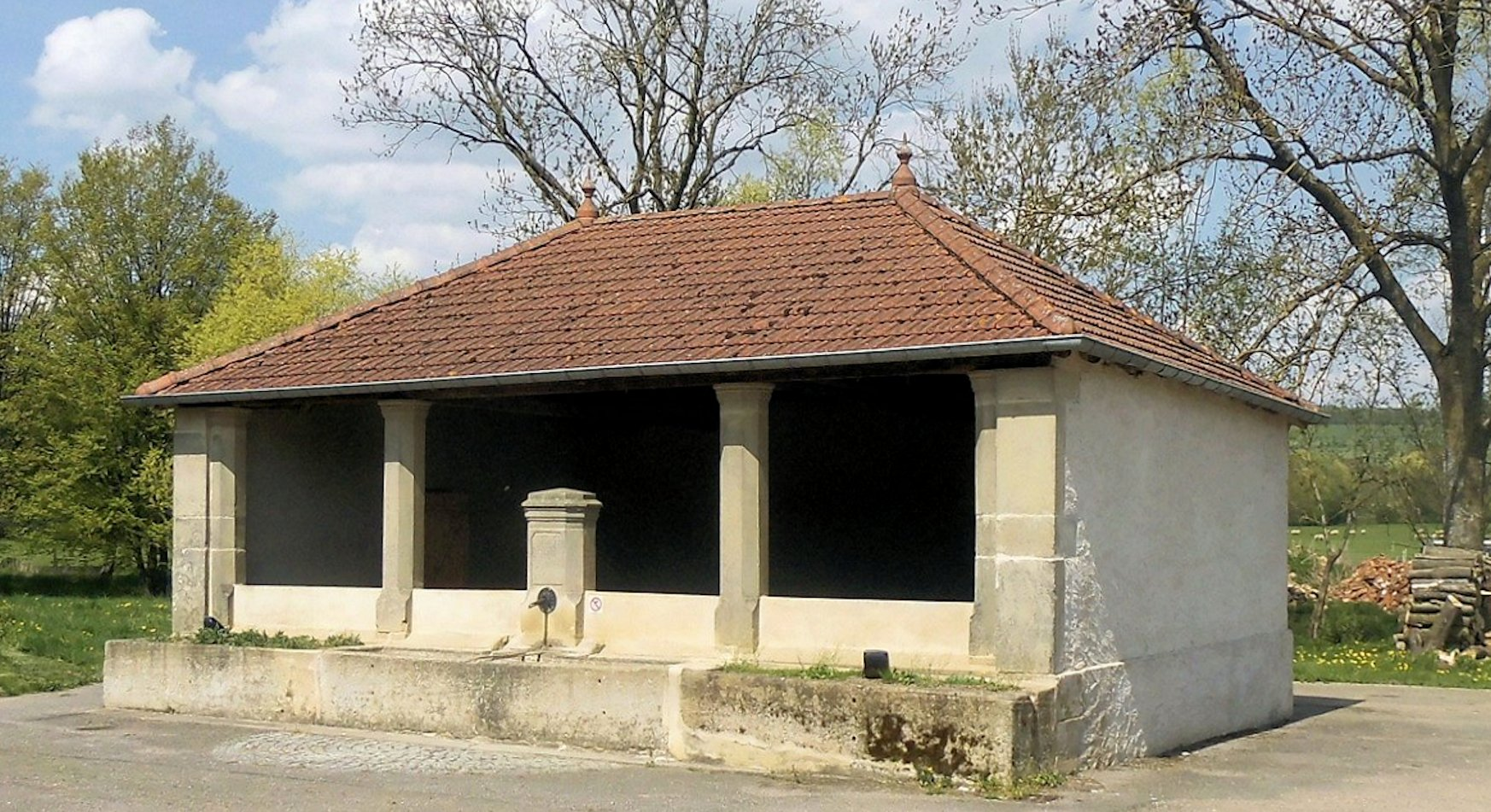
Le lavoir de Repel.

- Un retable de pierre, en bas-relief, présentant le Christ en croix accompagné de la Vierge et de saint Jean et les douze apôtres, se trouve dans la mairie-école. Il est classé depuis le 8 avril 1921[28],[29].
- La cloche en bronze de la mairie-école, datée de 1776, est également un objet classé[30].
- Patrimoine rural recensé par le service régional de l'Inventaire général du patrimoine culturel[31].
- Le lavoir du XIXe siècle[32].
- Monument aux morts et stèles commémoratives[33],[34].

### Personnalités liées à la commune
- Jérme Thiéry, Médaillé de Sainte-Hélène[35].

### Héraldique, logotype et devise
Commune sans blason.

## Pour approfondir